# Nationale Straatspeeldag

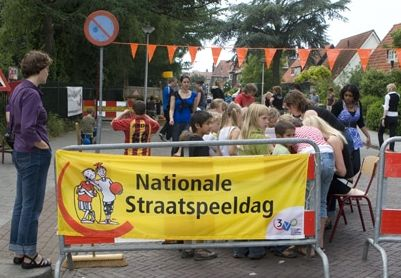

De Nationale Straatspeeldag is een dag waarop in Nederland landelijk aandacht wordt gevraagd voor de kwetsbare positie van kinderen op straat en voor de mogelijkheid voor kinderen om dicht bij huis op straat te kunnen spelen. Om de mogelijkheden voor buitenspelen op die dag te vergroten worden straten afgesloten voor verkeer. Vaak wordt een wethouder uitgenodigd om de zorgen over verkeersveiligheid te bespreken en de lokale pers wordt geïnformeerd.

## Het begin
Naar aanleiding van signalen van buurtgroepen organiseerde Pressiegroep Stop de Kindermoord samen met de speeltuinkoepel NUSO in 1986 de Eerste Nationale Straatspeeldag. Enkele tientallen groepen, voornamelijk bestaand uit bewonersgroepen, scholen en buurthuizen, sloten die dag hun straat voor alle verkeer Aanvankelijk vond de Straatspeeldag eens in de twee jaar plaats. Veel groepen besloten op eigen gelegenheid zelf een Straatspeeldag te organiseren: zij wilden de druk op de ketel houden. Bovendien ontwikkelde de Straatspeeldag zich tot een beeldbepalend actiemiddel dat zorgde voor veel media-aandacht.
Bij de oprichting van Stop de Kindermoord lag de focus in eerste instantie bij het terugdringen van het aantal dodelijke slachtoffers onder kinderen in het verkeer. Toen bleek dat het aantal slachtoffers daalde ten koste van de vrijheid van kinderen buiten (achterbankgeneratie) veranderde de pressiegroep in 1993 haar naam in Stichting Kinderen Voorrang! Vanaf 1994 organiseerde de stichting elk jaar in mei of juni een Nationale Straatspeeldag.

## Onderzoek
Het hoofddoel van de Nationale Straatspeeldag is het gezamenlijk op landelijk niveau aandacht vragen voor verkeersveiligheidsproblemen voor kinderen op buurtniveau. Dankzij de landelijke organisatie kunnen Straatspeeldaggroepen kennis en ervaring delen.
De landelijke organisatie wist uiteindelijk veel media-aandacht tot stand te brengen en daarmee het onderwerp landelijk op de politieke agenda te plaatsen. Na afloop van elke Straatspeeldag werden de effecten door middel van een enquête gemeten. Positief bijeffect van de Straatspeeldag was dat het gezamenlijk opkomen voor de belangen van de kinderen de banden in de buurt versterkte: de sociale cohesie nam toe. In de rapportage voor het stadsgewest Haaglanden wordt de organisatie en evaluatie in 2006 uitgebreid beschreven. Naast minder hard rijden in woonwijken en een kindvriendelijke inrichting werd dat jaar de KiSS, de Kinder Straat Scan geïntroduceerd. De uitgebreide enquête werd naar 1.175 deelnemende groepen verstuurd en kreeg een respons van 42,6%.

## Koninklijke aandacht
Op 9 juni 1999 opende Koningin Beatrix de Tiende Nationale Straatspeeldag. Zij bezocht een Straatspeeldag in de Amsterdamse Spaarndammerbuurt die werd georganiseerd door een school, een buurthuis en een bewonersgroep gezamenlijk. Daarbij leidden kinderen haar rond en vertelden wat zij gevaarlijke plekken vonden.
Dat jaar deden 1.280 groepen aan de Straatspeeldag mee waardoor die dag zo’n 200.000 kinderen op straat speelden. Het aantal deelnemende groepen groeide nog door naar 1.650 in 2001. 
Na de fusie met Veilig Verkeer Nederland (VVN) en de Voetgangersvereniging werd de organisatie van de Straatspeeldag door de nieuwe organisatie 3VO overgenomen. Het aantal deelnemende groepen daalde toen naar een gemiddelde van 1200 groepen per jaar.

## Einde landelijke organisatie
In samenhang met de naamsverandering van de fusieorganisatie van 3VO naar VVN in 2007 en koersverandering van VVN werd de organisatorische betrokkenheid bij de Straatspeeldag snel minder. De landelijke contacten met de deelnemende buurtgroepen verdwenen.
De Straatspeeldag gaat vervolgens op in de (van oorsprong Vlaamse) Buitenspeeldag, die sinds 2009 samen met de televisiezender Nickelodeon ook in Nederland wordt georganiseerd. De aandacht beperkte zich hierbij tot het buitenspelen. De gezamenlijke lobby voor verkeersveilige ruimte voor kinderen op straat verdween.
MENSenSTRAAT ijvert voor de terugkeer van de straatspeeldag.

## Speelstraat
Een andere aanpak is de Speelstraat, ook in België ontstaan. Bepaalde straten kunnen hierbij een aantal dagen per jaar worden afgesloten en zijn dan bruikbaar voor kinderen om te spelen, bijvoorbeeld op zondagen of woensdagmiddagen in de zomer. Deze aanpak wordt in een aantal Nederlandse gemeentes toegepast, bijvoorbeeld in Den Bosch.

## Leefstraat
In België wordt ook geëxperimenteerd met het Leefstraat concept. Hierbij gaat het niet alleen om de kinderen, maar om de gebruiksmogelijkheden voor alle bewoners van de straat. Bijvoorbeeld richten de bewoners van een tiental Gentse straten in 2014 hun straat tijdelijk in als een leefstraat]. De bewoners van deze straten experimenteren gedurende twee maanden met duurzame mobiliteitsvormen en met hun droom-straatinrichting. Door de geparkeerde auto naar de buurtparking te verplaatsen, komt er meer ruimte voor groen, ontmoeting en samenleven.